# Liga Elitelor U19
La Liga Elitelor U19 è il maggior campionato rumeno di calcio giovanile, generalmente riservato ai club professionistici nazionali.
Il campionato si basa su due gironi da 14 squadre, con retrocessione delle ultime classificate.
Le capoliste e le seconde giocano le finali, in cui è in palio il titolo e un posto nella UEFA Youth League e nella Supercupa Romaniei U19.